# Härjedalens revir
Härjedalens revir var ett skogsförvaltningsområde som omfattade samtliga socknar i Hackås och Näs, Bergs, Svegs och Hede tingslag, med undantag av de i Ängersjö kapellag belägna kronoparkerna Voxna och Stensjö, allt i Jämtlands län. Inom detsamma var belägna 32 allmänna skogar om 64 331 hektar, varav 20 kronoparker med en areal av 47 545 hektar.